# Gian Matteo Fagnini
Gian Matteo Fagnini [uitspraak: 'dʒɑn 'mɑteːɔ 'fɑnjini] (Lecco, 11 oktober 1970) is een voormalig Italiaans wielrenner, beroeps van 1994 tot 2005. Hij was bedreven in het aantrekken van de sprint, voor met name Mario Cipollini en Erik Zabel. Zelf kon hij ook goed sprinten. Fagnini won twee etappes in de Ronde van Italië van 1998. 

## Belangrijkste overwinningen
1993
- Wegwedstrijd op de Middellandse Zeespelen

1998
- 20e etappe Ronde van Italië
- 22e etappe Ronde van Italië

2001
- Rund um Köln

2003
- 2e etappe Ronde van Asturië

## Resultaten in voornaamste wedstrijden
| Jaar | Ronde van Italië | Ronde van Frankrijk | Ronde van Spanje |
| ---- | ---------------- | ------------------- | ---------------- |
| 1994 |                  |                     | opgave           |
| 1995 |                  | 107e                |                  |
| 1996 |                  | opgave              |                  |
| 1997 | uitgesloten      | 103e                |                  |
| 1998 | 77e (2)          | opgave              |                  |
| 1999 | 86e              | opgave              |                  |
| 2000 |                  | 104e                |                  |
| 2001 |                  |                     |                  |
| 2002 |                  | 101e                |                  |
| 2003 |                  |                     |                  |
| 2004 |                  | opgave              |                  |
| 2005 |                  |                     |                  |

| Jaar | Milaan-San Remo | Gent-Wevelgem | Ronde van Vlaanderen | Amstel Gold Race |
| ---- | --------------- | ------------- | -------------------- | ---------------- |
| 1994 |                 |               |                      |                  |
| 1995 |                 |               |                      |                  |
| 1996 |                 | 54e           |                      |                  |
| 1997 | 111e            | 115e          |                      |                  |
| 1998 | 77e             |               |                      |                  |
| 1999 | 68e             |               | 24e                  | 8e               |
| 2000 | 29e             | 33e           |                      | 30e              |
| 2001 | 14e             | 33e           | 68e                  |                  |
| 2002 |                 |               |                      |                  |
| 2003 | 72e             |               |                      |                  |
| 2004 | 139e            |               |                      |                  |
| 2005 | 104e            |               |                      |                  |

Wielerploegen van Gian Matteo Fagnini
Baffi ·
Barducci ·
Bartoli ·
Bernardi ·
Biasci ·
Canzonieri · 
Casadei ·  
Casagrande ·
Chioccioli (tot 30/09) ·
Cipollini ·
Donati ·
Fagnini ·
Fina ·
Fornaciari ·
Gianfranco Frisoni ·
Guido Frisoni ·
Gasperi ·
Giancecchi ·
Guidi ·
Imola ·
Lanfranchi ·
Lelli · 
Martinello ·
Moroncelli ·
G. Petito ·
R. Petito ·
Piccoli ·  
Pierdomenico ·
Poli ·
Politano ·
Santi ·
A. Stefanelli ·
P. Stefanelli ·
Talen ·
Tomassini ·
Venerucci ·
Zafferani ·
Tomi (stagiair)
Barducci ·
Bartoli ·
Bernardi ·
Biasci ·
Borghi ·
Calcaterra ·
Canzonieri · 
Casadei ·  
Casagrande ·
Cipollini ·
Donati ·
Fagnini ·
Fina ·
Fornaciari ·
Gianfranco Frisoni ·
Guido Frisoni (tot 30/04) ·
Gasperi ·
Giancecchi ·
Guidi (tot 30/04) ·
Lelli · 
Martinello ·
Moroncelli ·
G. Petito ·  
R. Petito ·
Poli ·
Politano ·
Santi ·
A. Stefanelli ·
P. Stefanelli ·
Talen ·
Tomassini (tot 30/04) ·
Venerucci ·
Zafferani ·
Frigo (stagiair) ·
Mori (stagiair) ·
Mazzoleni (stagiair)
Bellutti · Biasci · Borghi · Buschor · Calcaterra · Canzonieri · Casagrande · Cassani · Cipollini · Di Basco · Donati · Fagnini · Fornaciari · Frigo · Furlan · Lelli · Martinello · Mazzoleni · Moos · Mori · Pascual · Petito · Poli · Politano · Rodríguez · Runkel · Salmerón · Sánchez · Scirea · Beggi (stagiair) · Commesso (stagiair)
Buschor · Calcaterra · Canzonieri · Casagrande · Cipollini · Di Basco · Donati · Fagnini · Faverio · Fidanza · Fornaciari · Frigo · Furlan · Gotti · Lelli · Martinello · Mazzoleni · Moos · Mori · Petito · Rich · Rodríguez · Salmerón · Sánchez · Scirea
Buschor · Calcaterra · Cipollini · Commesso · Donati · Fagnini · Faverio · Fornaciari · Frigo · Gotti · Kokorine · Mazzoleni · Moos · Mori · Morscher · Padrnos · Petito · Piepoli · Rich · Savoldelli · Scirea · China (stagiair) · Guerra (stagiair) · Pugaci (stagiair)
Andriotto · Calcaterra · China · Cipollini · Commesso · Dufaux · Fagnini · Frigo · Galletti · Guerra · Kokorine · Mazzoleni · Meier · Mori · Morscher · Petito · Pugaci · Savoldelli · Scirea · Secchiari · Traversoni · Brandt (stagiair) · Evans (stagiair) · Testi (stagiair)
Aldag ·
Bölts ·
Elli ·
Fagnini ·
Grabsch ·
Guerini ·
Heppner ·
Hondo ·
Hundertmarck ·
Jaksche ·
Kessler ·
Klöden ·
Lombardi ·
Mizoerov ·
Schaffrath ·
Schreck ·
Totschnig ·
Trampusch ·
Ullrich    ·
Vinokoerov ·
Wesemann ·
Zabel
Aldag ·
Bartko ·
Bölts ·
Elli ·
Fagnini ·
Grabsch ·
Guerini ·
Heppner ·
Hiekmann ·
Hondo ·
Hundertmarck ·
Kessler ·
Klier ·
Klöden ·
Livingston ·
Lombardi ·
Mizoerov ·
Schaffrath ·
Schreck ·
Sgambelluri ·
Trampusch ·
Ullrich    ·
Vinokoerov ·
Wesemann ·
Zabel
Aldag ·
Bartko ·
Bölts ·
Fagnini ·
Grabsch ·
Guerini ·
Heppner ·
Hiekmann ·
Hondo ·
Hundertmarck ·
Jakovlev ·
Julich ·
Kessler ·
Klier ·
Klöden ·
Kopp ·
Livingston ·
Reichl ·
Schaffrath ·
Schreck ·
Schumacher ·
Ullrich    ·
Vinokoerov ·
Wesemann ·
Zabel
Aerts ·
Aldag ·
Botero   ·
Evans ·
Fagnini ·
Guerini ·
Hiekmann ·
Hondo ·
Hundertmarck ·
Jakovlev ·
Julich ·
Kessler ·
Klier ·
Klöden ·
Kopp ·
Nardello ·
Reichl ·
Savoldelli ·
Schaffrath ·
Schreck ·
Schumacher ·
Vinokoerov ·
Werner ·
Wesemann ·
Zabel
Aug ·
Bajenov · 
Cardellini · 
Cipollini ·
Clinger ·
Colombo · 
Derganc ·
Fagnini ·
Failli ·
Fischer ·
Galletti ·
Gentili ·
Giunti ·  
Iannetti ·
Jones · 
Kolobnev · 
Lombardi ·
Marinangeli ·
Mori ·  
Naudužs ·
Scarponi ·
Scirea ·
Secchiari ·
Simeoni ·
Valoti ·
Agnoli (stagiair) ·
De Fino (stagiair)